# Die verschenkte Frau

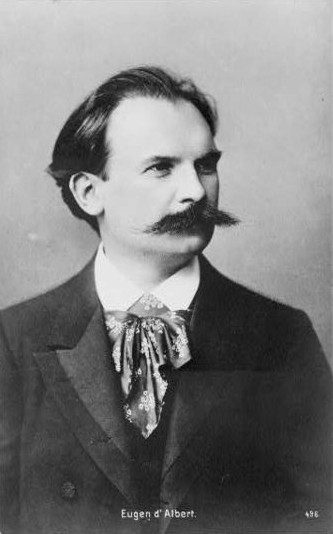
Eugen d'Albert

Die verschenkte Frau är en komisk opera i tre akter med musik av Eugen d'Albert och libretto av Rudolf Lothar. Premiären ägde rum den 6 februari 1912 på Hofoper Wien.

## Personer
- Antonio, krögare (Bas)
- Betrice, hans hustru (Sopran)
- Luigi, hennes fader (Bas)
- Teresa, Luigis yngsta dotter (Sopran)
- Fra Angelico, en kapuciner (Tenor)
- Zacometto, Direktör och capo comico (Harlekin) för en gycklartrupp (Baryton)
- Felicia (Colombine), hans hustru (Sopran)

Medlemmar i truppen:
- Capitano (Tenor)
- Pantalone (Bas)
- Scapino (Tenor)
- Tartaglia (Bas)
- Fiorinetta (Sopran)

- En herde (Sopran)

## Handling

### Akt I
Krögaren Antonio är gift med den vackra och dygdiga. Han lider dock av en oberättigad svartsjuka. Den plågade hustrun får rådet av kapucinermunken Fra Angelico att vallfärda till den heliga Anna, som är alla sedesamma hustrus skyddshelgon. Samma natt som hon ger sig av kommer hennes syster till staden. Hon liknar till förväxling sin syster. Felicia har anlänt med Zacomettos gycklartrupp. Hon inser hur systern har lidit under sin makes svartsjuka och bestämmer sig för att omvända svågern från sin lidelse. 

### Akt II
I systerns kläder spelar hon rollen som husets härskarinna och flirtar med gästerna, som naturligtvis är Zacometto och hans kumpaner. Antonio kommer på henne.

### Akt III
Antonio tjuvlyssnar mållöst under Felicias fönster till hur hon (som han tror är hans hustru Beatrice) och gycklaren Zacometto lever om. Nästa morgon kommer Beatrice tillbaka från sin vallfartfärd och allt klaras upp. Antonio är glad att hans hustru är tillbaka och lovar att inte vara svartsjuk i framtiden.

### Allmänna källor
- Eugen d'Albert: Die verschenkte Frau. Komische Oper in drei Aufzügen. Libretto. Aug. Cranz, Leipzig 1911.
- Charlotte Pangels: Eugen d'Albert: Wunderpianist und Komponist. Eine Biographie. Atlantis, Zürich/Freiburg i. Br. 1981, ISBN 3-7611-0595-9.